# Primeira Liga do Brasil de 2017
A Primeira Liga do Brasil de 2017, também conhecida como Copa da Primeira Liga, foi a segunda edição do torneio realizado entre as equipes de Minas Gerais, Paraná, Santa Catarina, Rio Grande do Sul, Rio de Janeiro e Ceará. Foi disputada entre 22 de janeiro e 4 de outubro. O Londrina sagrou-se campeão em cima do Atlético Mineiro, após empate em 0–0 no tempo normal e vitória nos pênaltis por 4–2.

## Saídas de Atlético Paranaense e Coritiba e as entradas de Londrina e Ceará
Em 18 de novembro de 2016, o Atlético Mineiro anunciou que poderia ficar de fora da competição, alegando que o time iria disputar muitos campeonatos nesse ano, já que a Libertadores teve sua duração ampliada até o fim de 2017, além de ter o Brasileirão, Copa do Brasil, Campeonato Mineiro e Torneio da Flórida a serem disputados. Apesar da tentativa de desistência, o clube alvinegro foi incluído na tabela da competição.
Quatro dias depois, o Atlético Paranaense e o Coritiba, anunciaram suas ausências da Primeira Liga por estarem insatisfeitos com a divisão de cotas de TV. O Londrina acabou ingressando no campeonato.
Na divulgação do esboço da tabela básica dos grupos, o Ceará também foi incluído no torneio regional.

## Transmissão
O torneiro será transmitido na TV por Assinatura pelo SporTV e, pela primeira vez em pay-per-view, pelo Premiere.
A Rede Globo transmitiu a final, para o estado de Minas Gerais e Paraná.

## Participantes
| UF                | Clube             | Cidade         | Estádio (mando)   | Capacidade | Títulos        |
| ----------------- | ----------------- | -------------- | ----------------- | ---------- | -------------- |
| Ceará             | Ceará             | Fortaleza      | Arena Castelão    | 63 903     | 0 (não possui) |
| Minas Gerais      | Cruzeiro          | Belo Horizonte | Mineirão          | 62 160     | 0 (não possui) |
| Minas Gerais      | América Mineiro   | Belo Horizonte | Independência     | 23 018     | 0 (não possui) |
| Minas Gerais      | Atlético Mineiro  | Belo Horizonte | Independência     | 23 018     | 0 (não possui) |
| Paraná            | Londrina          | Londrina       | Estádio do Café   | 30 000     | 1 (2017)       |
| Paraná            | Paraná            | Curitiba       | Vila Capanema     | 20 083     | 0 (não possui) |
| Rio de Janeiro    | Flamengo          | Rio de Janeiro | Arena da Ilha     | 20 000     | 0 (não possui) |
| Rio de Janeiro    | Fluminense        | Rio de Janeiro | Maracanã          | 78 838     | 1 (2016)       |
| Rio Grande do Sul | Brasil de Pelotas | Pelotas        | Bento Freitas     | 18 000     | 0 (não possui) |
| Rio Grande do Sul | Grêmio            | Porto Alegre   | Arena do Grêmio   | 55 662     | 0 (não possui) |
| Rio Grande do Sul | Internacional     | Porto Alegre   | Beira-Rio         | 50 128     | 0 (não possui) |
| Santa Catarina    | Chapecoense       | Chapecó        | Arena Condá       | 22 000     | 0 (não possui) |
| Santa Catarina    | Criciúma          | Criciúma       | Heriberto Hülse   | 19 900     | 0 (não possui) |
| Santa Catarina    | Avaí              | Florianópolis  | Ressacada         | 17 826     | 0 (não possui) |
| Santa Catarina    | Figueirense       | Florianópolis  | Orlando Scarpelli | 19 584     | 0 (não possui) |
| Santa Catarina    | Joinville         | Joinville      | Arena Joinville   | 22 400     | 0 (não possui) |

## Estádios
| | América Mineiro | Atlético Mineiro | Avaí | Brasil de Pelotas |                    |
| --- | --- | --- | --- | --- | ------------------ |
| Independência | Independência | Ressacada | Bento Freitas | |                    |
| Capacidade: 23 018 | Capacidade: 23 018 | Capacidade: 17 826 | Capacidade: 18 000 | |                    |
| | | | | |                    |
| Ceará | \| América-MG Atlético-MG Avaí Criciúma Cruzeiro Figueirense Flamengo Fluminense Grêmio Internacional Brasil de Pelotas Joinville Londrina Paraná Ceará ChapecoenseLocalização das equipes participantes da Primeira Liga de 2017. \| | \| América-MG Atlético-MG Avaí Criciúma Cruzeiro Figueirense Flamengo Fluminense Grêmio Internacional Brasil de Pelotas Joinville Londrina Paraná Ceará ChapecoenseLocalização das equipes participantes da Primeira Liga de 2017. \| | \| América-MG Atlético-MG Avaí Criciúma Cruzeiro Figueirense Flamengo Fluminense Grêmio Internacional Brasil de Pelotas Joinville Londrina Paraná Ceará ChapecoenseLocalização das equipes participantes da Primeira Liga de 2017. \| | \| América-MG Atlético-MG Avaí Criciúma Cruzeiro Figueirense Flamengo Fluminense Grêmio Internacional Brasil de Pelotas Joinville Londrina Paraná Ceará ChapecoenseLocalização das equipes participantes da Primeira Liga de 2017. \| | Chapecoense        |
| Castelão | \| América-MG Atlético-MG Avaí Criciúma Cruzeiro Figueirense Flamengo Fluminense Grêmio Internacional Brasil de Pelotas Joinville Londrina Paraná Ceará ChapecoenseLocalização das equipes participantes da Primeira Liga de 2017. \| | \| América-MG Atlético-MG Avaí Criciúma Cruzeiro Figueirense Flamengo Fluminense Grêmio Internacional Brasil de Pelotas Joinville Londrina Paraná Ceará ChapecoenseLocalização das equipes participantes da Primeira Liga de 2017. \| | \| América-MG Atlético-MG Avaí Criciúma Cruzeiro Figueirense Flamengo Fluminense Grêmio Internacional Brasil de Pelotas Joinville Londrina Paraná Ceará ChapecoenseLocalização das equipes participantes da Primeira Liga de 2017. \| | \| América-MG Atlético-MG Avaí Criciúma Cruzeiro Figueirense Flamengo Fluminense Grêmio Internacional Brasil de Pelotas Joinville Londrina Paraná Ceará ChapecoenseLocalização das equipes participantes da Primeira Liga de 2017. \| | Arena Condá        |
| Capacidade: 63 903 | \| América-MG Atlético-MG Avaí Criciúma Cruzeiro Figueirense Flamengo Fluminense Grêmio Internacional Brasil de Pelotas Joinville Londrina Paraná Ceará ChapecoenseLocalização das equipes participantes da Primeira Liga de 2017. \| | \| América-MG Atlético-MG Avaí Criciúma Cruzeiro Figueirense Flamengo Fluminense Grêmio Internacional Brasil de Pelotas Joinville Londrina Paraná Ceará ChapecoenseLocalização das equipes participantes da Primeira Liga de 2017. \| | \| América-MG Atlético-MG Avaí Criciúma Cruzeiro Figueirense Flamengo Fluminense Grêmio Internacional Brasil de Pelotas Joinville Londrina Paraná Ceará ChapecoenseLocalização das equipes participantes da Primeira Liga de 2017. \| | \| América-MG Atlético-MG Avaí Criciúma Cruzeiro Figueirense Flamengo Fluminense Grêmio Internacional Brasil de Pelotas Joinville Londrina Paraná Ceará ChapecoenseLocalização das equipes participantes da Primeira Liga de 2017. \| | Capacidade: 22 000 |
| | \| América-MG Atlético-MG Avaí Criciúma Cruzeiro Figueirense Flamengo Fluminense Grêmio Internacional Brasil de Pelotas Joinville Londrina Paraná Ceará ChapecoenseLocalização das equipes participantes da Primeira Liga de 2017. \| | \| América-MG Atlético-MG Avaí Criciúma Cruzeiro Figueirense Flamengo Fluminense Grêmio Internacional Brasil de Pelotas Joinville Londrina Paraná Ceará ChapecoenseLocalização das equipes participantes da Primeira Liga de 2017. \| | \| América-MG Atlético-MG Avaí Criciúma Cruzeiro Figueirense Flamengo Fluminense Grêmio Internacional Brasil de Pelotas Joinville Londrina Paraná Ceará ChapecoenseLocalização das equipes participantes da Primeira Liga de 2017. \| | \| América-MG Atlético-MG Avaí Criciúma Cruzeiro Figueirense Flamengo Fluminense Grêmio Internacional Brasil de Pelotas Joinville Londrina Paraná Ceará ChapecoenseLocalização das equipes participantes da Primeira Liga de 2017. \| |                    |
| Criciúma | \| América-MG Atlético-MG Avaí Criciúma Cruzeiro Figueirense Flamengo Fluminense Grêmio Internacional Brasil de Pelotas Joinville Londrina Paraná Ceará ChapecoenseLocalização das equipes participantes da Primeira Liga de 2017. \| | \| América-MG Atlético-MG Avaí Criciúma Cruzeiro Figueirense Flamengo Fluminense Grêmio Internacional Brasil de Pelotas Joinville Londrina Paraná Ceará ChapecoenseLocalização das equipes participantes da Primeira Liga de 2017. \| | \| América-MG Atlético-MG Avaí Criciúma Cruzeiro Figueirense Flamengo Fluminense Grêmio Internacional Brasil de Pelotas Joinville Londrina Paraná Ceará ChapecoenseLocalização das equipes participantes da Primeira Liga de 2017. \| | \| América-MG Atlético-MG Avaí Criciúma Cruzeiro Figueirense Flamengo Fluminense Grêmio Internacional Brasil de Pelotas Joinville Londrina Paraná Ceará ChapecoenseLocalização das equipes participantes da Primeira Liga de 2017. \| | Cruzeiro           |
| Heriberto Hülse | \| América-MG Atlético-MG Avaí Criciúma Cruzeiro Figueirense Flamengo Fluminense Grêmio Internacional Brasil de Pelotas Joinville Londrina Paraná Ceará ChapecoenseLocalização das equipes participantes da Primeira Liga de 2017. \| | \| América-MG Atlético-MG Avaí Criciúma Cruzeiro Figueirense Flamengo Fluminense Grêmio Internacional Brasil de Pelotas Joinville Londrina Paraná Ceará ChapecoenseLocalização das equipes participantes da Primeira Liga de 2017. \| | \| América-MG Atlético-MG Avaí Criciúma Cruzeiro Figueirense Flamengo Fluminense Grêmio Internacional Brasil de Pelotas Joinville Londrina Paraná Ceará ChapecoenseLocalização das equipes participantes da Primeira Liga de 2017. \| | \| América-MG Atlético-MG Avaí Criciúma Cruzeiro Figueirense Flamengo Fluminense Grêmio Internacional Brasil de Pelotas Joinville Londrina Paraná Ceará ChapecoenseLocalização das equipes participantes da Primeira Liga de 2017. \| | Mineirão           |
| Capacidade: 19 900 | \| América-MG Atlético-MG Avaí Criciúma Cruzeiro Figueirense Flamengo Fluminense Grêmio Internacional Brasil de Pelotas Joinville Londrina Paraná Ceará ChapecoenseLocalização das equipes participantes da Primeira Liga de 2017. \| | \| América-MG Atlético-MG Avaí Criciúma Cruzeiro Figueirense Flamengo Fluminense Grêmio Internacional Brasil de Pelotas Joinville Londrina Paraná Ceará ChapecoenseLocalização das equipes participantes da Primeira Liga de 2017. \| | \| América-MG Atlético-MG Avaí Criciúma Cruzeiro Figueirense Flamengo Fluminense Grêmio Internacional Brasil de Pelotas Joinville Londrina Paraná Ceará ChapecoenseLocalização das equipes participantes da Primeira Liga de 2017. \| | \| América-MG Atlético-MG Avaí Criciúma Cruzeiro Figueirense Flamengo Fluminense Grêmio Internacional Brasil de Pelotas Joinville Londrina Paraná Ceará ChapecoenseLocalização das equipes participantes da Primeira Liga de 2017. \| | Capacidade: 62 190 |
| | \| América-MG Atlético-MG Avaí Criciúma Cruzeiro Figueirense Flamengo Fluminense Grêmio Internacional Brasil de Pelotas Joinville Londrina Paraná Ceará ChapecoenseLocalização das equipes participantes da Primeira Liga de 2017. \| | \| América-MG Atlético-MG Avaí Criciúma Cruzeiro Figueirense Flamengo Fluminense Grêmio Internacional Brasil de Pelotas Joinville Londrina Paraná Ceará ChapecoenseLocalização das equipes participantes da Primeira Liga de 2017. \| | \| América-MG Atlético-MG Avaí Criciúma Cruzeiro Figueirense Flamengo Fluminense Grêmio Internacional Brasil de Pelotas Joinville Londrina Paraná Ceará ChapecoenseLocalização das equipes participantes da Primeira Liga de 2017. \| | \| América-MG Atlético-MG Avaí Criciúma Cruzeiro Figueirense Flamengo Fluminense Grêmio Internacional Brasil de Pelotas Joinville Londrina Paraná Ceará ChapecoenseLocalização das equipes participantes da Primeira Liga de 2017. \| |                    |
| Flamengo | \| América-MG Atlético-MG Avaí Criciúma Cruzeiro Figueirense Flamengo Fluminense Grêmio Internacional Brasil de Pelotas Joinville Londrina Paraná Ceará ChapecoenseLocalização das equipes participantes da Primeira Liga de 2017. \| | \| América-MG Atlético-MG Avaí Criciúma Cruzeiro Figueirense Flamengo Fluminense Grêmio Internacional Brasil de Pelotas Joinville Londrina Paraná Ceará ChapecoenseLocalização das equipes participantes da Primeira Liga de 2017. \| | \| América-MG Atlético-MG Avaí Criciúma Cruzeiro Figueirense Flamengo Fluminense Grêmio Internacional Brasil de Pelotas Joinville Londrina Paraná Ceará ChapecoenseLocalização das equipes participantes da Primeira Liga de 2017. \| | \| América-MG Atlético-MG Avaí Criciúma Cruzeiro Figueirense Flamengo Fluminense Grêmio Internacional Brasil de Pelotas Joinville Londrina Paraná Ceará ChapecoenseLocalização das equipes participantes da Primeira Liga de 2017. \| | Fluminense         |
| Luso Brasileiro | \| América-MG Atlético-MG Avaí Criciúma Cruzeiro Figueirense Flamengo Fluminense Grêmio Internacional Brasil de Pelotas Joinville Londrina Paraná Ceará ChapecoenseLocalização das equipes participantes da Primeira Liga de 2017. \| | \| América-MG Atlético-MG Avaí Criciúma Cruzeiro Figueirense Flamengo Fluminense Grêmio Internacional Brasil de Pelotas Joinville Londrina Paraná Ceará ChapecoenseLocalização das equipes participantes da Primeira Liga de 2017. \| | \| América-MG Atlético-MG Avaí Criciúma Cruzeiro Figueirense Flamengo Fluminense Grêmio Internacional Brasil de Pelotas Joinville Londrina Paraná Ceará ChapecoenseLocalização das equipes participantes da Primeira Liga de 2017. \| | \| América-MG Atlético-MG Avaí Criciúma Cruzeiro Figueirense Flamengo Fluminense Grêmio Internacional Brasil de Pelotas Joinville Londrina Paraná Ceará ChapecoenseLocalização das equipes participantes da Primeira Liga de 2017. \| | Maracanã           |
| Capacidade: 20 000 | \| América-MG Atlético-MG Avaí Criciúma Cruzeiro Figueirense Flamengo Fluminense Grêmio Internacional Brasil de Pelotas Joinville Londrina Paraná Ceará ChapecoenseLocalização das equipes participantes da Primeira Liga de 2017. \| | \| América-MG Atlético-MG Avaí Criciúma Cruzeiro Figueirense Flamengo Fluminense Grêmio Internacional Brasil de Pelotas Joinville Londrina Paraná Ceará ChapecoenseLocalização das equipes participantes da Primeira Liga de 2017. \| | \| América-MG Atlético-MG Avaí Criciúma Cruzeiro Figueirense Flamengo Fluminense Grêmio Internacional Brasil de Pelotas Joinville Londrina Paraná Ceará ChapecoenseLocalização das equipes participantes da Primeira Liga de 2017. \| | \| América-MG Atlético-MG Avaí Criciúma Cruzeiro Figueirense Flamengo Fluminense Grêmio Internacional Brasil de Pelotas Joinville Londrina Paraná Ceará ChapecoenseLocalização das equipes participantes da Primeira Liga de 2017. \| | Capacidade: 78 838 |
| | \| América-MG Atlético-MG Avaí Criciúma Cruzeiro Figueirense Flamengo Fluminense Grêmio Internacional Brasil de Pelotas Joinville Londrina Paraná Ceará ChapecoenseLocalização das equipes participantes da Primeira Liga de 2017. \| | \| América-MG Atlético-MG Avaí Criciúma Cruzeiro Figueirense Flamengo Fluminense Grêmio Internacional Brasil de Pelotas Joinville Londrina Paraná Ceará ChapecoenseLocalização das equipes participantes da Primeira Liga de 2017. \| | \| América-MG Atlético-MG Avaí Criciúma Cruzeiro Figueirense Flamengo Fluminense Grêmio Internacional Brasil de Pelotas Joinville Londrina Paraná Ceará ChapecoenseLocalização das equipes participantes da Primeira Liga de 2017. \| | \| América-MG Atlético-MG Avaí Criciúma Cruzeiro Figueirense Flamengo Fluminense Grêmio Internacional Brasil de Pelotas Joinville Londrina Paraná Ceará ChapecoenseLocalização das equipes participantes da Primeira Liga de 2017. \| |                    |
| Figueirense | \| América-MG Atlético-MG Avaí Criciúma Cruzeiro Figueirense Flamengo Fluminense Grêmio Internacional Brasil de Pelotas Joinville Londrina Paraná Ceará ChapecoenseLocalização das equipes participantes da Primeira Liga de 2017. \| | \| América-MG Atlético-MG Avaí Criciúma Cruzeiro Figueirense Flamengo Fluminense Grêmio Internacional Brasil de Pelotas Joinville Londrina Paraná Ceará ChapecoenseLocalização das equipes participantes da Primeira Liga de 2017. \| | \| América-MG Atlético-MG Avaí Criciúma Cruzeiro Figueirense Flamengo Fluminense Grêmio Internacional Brasil de Pelotas Joinville Londrina Paraná Ceará ChapecoenseLocalização das equipes participantes da Primeira Liga de 2017. \| | \| América-MG Atlético-MG Avaí Criciúma Cruzeiro Figueirense Flamengo Fluminense Grêmio Internacional Brasil de Pelotas Joinville Londrina Paraná Ceará ChapecoenseLocalização das equipes participantes da Primeira Liga de 2017. \| | Grêmio             |
| Orlando Scarpelli | \| América-MG Atlético-MG Avaí Criciúma Cruzeiro Figueirense Flamengo Fluminense Grêmio Internacional Brasil de Pelotas Joinville Londrina Paraná Ceará ChapecoenseLocalização das equipes participantes da Primeira Liga de 2017. \| | \| América-MG Atlético-MG Avaí Criciúma Cruzeiro Figueirense Flamengo Fluminense Grêmio Internacional Brasil de Pelotas Joinville Londrina Paraná Ceará ChapecoenseLocalização das equipes participantes da Primeira Liga de 2017. \| | \| América-MG Atlético-MG Avaí Criciúma Cruzeiro Figueirense Flamengo Fluminense Grêmio Internacional Brasil de Pelotas Joinville Londrina Paraná Ceará ChapecoenseLocalização das equipes participantes da Primeira Liga de 2017. \| | \| América-MG Atlético-MG Avaí Criciúma Cruzeiro Figueirense Flamengo Fluminense Grêmio Internacional Brasil de Pelotas Joinville Londrina Paraná Ceará ChapecoenseLocalização das equipes participantes da Primeira Liga de 2017. \| | Arena do Grêmio    |
| Capacidade: 19 584 | \| América-MG Atlético-MG Avaí Criciúma Cruzeiro Figueirense Flamengo Fluminense Grêmio Internacional Brasil de Pelotas Joinville Londrina Paraná Ceará ChapecoenseLocalização das equipes participantes da Primeira Liga de 2017. \| | \| América-MG Atlético-MG Avaí Criciúma Cruzeiro Figueirense Flamengo Fluminense Grêmio Internacional Brasil de Pelotas Joinville Londrina Paraná Ceará ChapecoenseLocalização das equipes participantes da Primeira Liga de 2017. \| | \| América-MG Atlético-MG Avaí Criciúma Cruzeiro Figueirense Flamengo Fluminense Grêmio Internacional Brasil de Pelotas Joinville Londrina Paraná Ceará ChapecoenseLocalização das equipes participantes da Primeira Liga de 2017. \| | \| América-MG Atlético-MG Avaí Criciúma Cruzeiro Figueirense Flamengo Fluminense Grêmio Internacional Brasil de Pelotas Joinville Londrina Paraná Ceará ChapecoenseLocalização das equipes participantes da Primeira Liga de 2017. \| | Capacidade: 55 662 |
| | \| América-MG Atlético-MG Avaí Criciúma Cruzeiro Figueirense Flamengo Fluminense Grêmio Internacional Brasil de Pelotas Joinville Londrina Paraná Ceará ChapecoenseLocalização das equipes participantes da Primeira Liga de 2017. \| | \| América-MG Atlético-MG Avaí Criciúma Cruzeiro Figueirense Flamengo Fluminense Grêmio Internacional Brasil de Pelotas Joinville Londrina Paraná Ceará ChapecoenseLocalização das equipes participantes da Primeira Liga de 2017. \| | \| América-MG Atlético-MG Avaí Criciúma Cruzeiro Figueirense Flamengo Fluminense Grêmio Internacional Brasil de Pelotas Joinville Londrina Paraná Ceará ChapecoenseLocalização das equipes participantes da Primeira Liga de 2017. \| | \| América-MG Atlético-MG Avaí Criciúma Cruzeiro Figueirense Flamengo Fluminense Grêmio Internacional Brasil de Pelotas Joinville Londrina Paraná Ceará ChapecoenseLocalização das equipes participantes da Primeira Liga de 2017. \| |                    |
| | Internacional | Joinville | Londrina | Paraná |                    |
| Beira-Rio | Arena Joinville | Café | Vila Capanema | |                    |
| Capacidade: 50 128 | Capacidade: 22 400 | Capacidade: 30 000 | Capacidade: 20 083 | |                    |
| | | | | |                    |
| América-MG Atlético-MG Avaí Criciúma Cruzeiro Figueirense Flamengo Fluminense Grêmio Internacional Brasil de Pelotas Joinville Londrina Paraná Ceará ChapecoenseLocalização das equipes participantes da Primeira Liga de 2017. | | | | |                    |

## Regulamento
O campeonato terá quatro grupos de quatro clubes cada. Em cada grupo os times se enfrentam entre si em turno único. Os dois primeiros de cada grupo avançam às quartas de final, mas será feito um sorteio para decidir quais equipes enfrentam os primeiros de cada grupo. Os jogos finais serão disputados em jogo único.

## Fase de grupos

### Grupo A
| Pos. | Equipes           | Pts | J | V | E | D | GP | GC | SG |
| ---- | ----------------- | --- | - | - | - | - | -- | -- | -- |
| 1    | Internacional     | 9   | 3 | 3 | 0 | 0 | 6  | 2  | +4 |
| 2    | Fluminense        | 4   | 3 | 1 | 1 | 1 | 4  | 4  | 0  |
| 3    | Brasil de Pelotas | 4   | 3 | 1 | 1 | 1 | 4  | 4  | 0  |
| 4    | Criciúma          | 0   | 3 | 0 | 0 | 3 | 4  | 8  | –4 |

|                   | BRP | CRI | FLU | INT |
| ----------------- | --- | --- | --- | --- |
| Brasil de Pelotas | —   | 2–1 |     |     |
| Criciúma          |     | —   |     | 1–3 |
| Fluminense        | 1–1 | 3–2 | —   |     |
| Internacional     | 2–1 |     | 1–0 | —   |

### Grupo B
| Pos. | Equipes         | Pts | J | V | E | D | GP | GC | SG |
| ---- | --------------- | --- | - | - | - | - | -- | -- | -- |
| 1    | Flamengo        | 7   | 3 | 2 | 1 | 0 | 3  | 0  | +3 |
| 2    | Grêmio          | 4   | 3 | 1 | 1 | 1 | 2  | 3  | –1 |
| 3    | Ceará           | 3   | 3 | 0 | 3 | 0 | 1  | 1  | 0  |
| 4    | América Mineiro | 1   | 3 | 0 | 1 | 2 | 0  | 2  | –2 |

|                 | AMM | CEA | FLA | GRE |
| --------------- | --- | --- | --- | --- |
| América Mineiro | —   | 0–0 |     |     |
| Ceará           |     | —   | 0–0 |     |
| Flamengo        | 1–0 |     | —   | 2–0 |
| Grêmio          | 1–0 | 1–1 |     | —   |

### Grupo C
| Pos. | Equipes          | Pts | J | V | E | D | GP | GC | SG |
| ---- | ---------------- | --- | - | - | - | - | -- | -- | -- |
| 1    | Cruzeiro         | 7   | 3 | 2 | 1 | 0 | 3  | 0  | +3 |
| 2    | Atlético Mineiro | 4   | 3 | 1 | 1 | 1 | 4  | 3  | +1 |
| 3    | Chapecoense      | 2   | 3 | 0 | 2 | 1 | 2  | 4  | –2 |
| 4    | Joinville        | 2   | 3 | 0 | 2 | 1 | 0  | 2  | –2 |

|                  | ATM | CHA | CRU | JOI |
| ---------------- | --- | --- | --- | --- |
| Atlético Mineiro | —   |     |     | 2–0 |
| Chapecoense      | 2–2 | —   |     | 0–0 |
| Cruzeiro         | 1–0 | 2–0 | —   |     |
| Joinville        |     |     | 0–0 | —   |

### Grupo D
| Pos. | Equipes     | Pts | J | V | E | D | GP | GC | SG |
| ---- | ----------- | --- | - | - | - | - | -- | -- | -- |
| 1    | Londrina    | 9   | 3 | 3 | 0 | 0 | 4  | 1  | +3 |
| 2    | Paraná      | 4   | 3 | 1 | 1 | 1 | 3  | 2  | +1 |
| 3    | Figueirense | 2   | 3 | 0 | 2 | 1 | 1  | 2  | –1 |
| 4    | Avaí        | 1   | 3 | 0 | 1 | 2 | 1  | 4  | –3 |

|             | AVA | FIG | LON | PAR |
| ----------- | --- | --- | --- | --- |
| Avaí        | —   |     | 0–1 |     |
| Figueirense | 0–0 | —   | 0–1 |     |
| Londrina    |     |     | —   | 2–1 |
| Paraná      | 2–0 | 0–0 |     | —   |

## Desempenho por rodada
|         | 1   | 2   | 3   |
| Grupo A | FLU | INT | INT |
| Grupo B | FLA | FLA | FLA |
| Grupo C | CRU | CRU | CRU |
| Grupo D | PAR | LON | LON |

|         | 1   | 2   | 3   |
| Grupo A | BRP | CRI | CRI |
| Grupo B | GRE | AMM | AMM |
| Grupo C | ATM | JOI | JOI |
| Grupo D | AVA | AVA | AVA |

## Fase final

### Sorteio
Essas são as equipes 2ª colocadas de cada grupo:
| Grupo | Equipes          | Pts | J | V | E | D | GP | GC | SG |
| ----- | ---------------- | --- | - | - | - | - | -- | -- | -- |
| A     | Fluminense       | 4   | 3 | 1 | 1 | 1 | 4  | 4  | 0  |
| B     | Grêmio           | 4   | 3 | 1 | 1 | 1 | 2  | 3  | –1 |
| C     | Atlético Mineiro | 4   | 3 | 1 | 1 | 1 | 4  | 3  | +1 |
| D     | Paraná           | 4   | 3 | 1 | 1 | 1 | 3  | 2  | +1 |

### Tabela
O sorteio dos confrontos foi realizado em 5 de junho, após reunião com presença dos clubes. As datas e horários foram definidos em 1 de agosto, em conjunto com a emissora detentora dos direitos televisivos.
|  | Quartas de final 30 de agosto | Quartas de final 30 de agosto |                  |       | Semifinais 3 de setembro | Semifinais 3 de setembro |  |  | Final 4 de outubro | Final 4 de outubro |
|  |                               |                               |                  |       |                          |                          |  |  |                    |                    |
|  |                               |                               |                  |       |                          |                          |  |  |                    |                    |
|  |                               |                               |                  |       |                          |                          |  |  |                    |                    |
|  | Londrina                      | 2                             |                  |       |                          |                          |  |  |                    |                    |
|  | Londrina                      | 2                             |                  |       |                          |                          |  |  |                    |                    |
|  | Fluminense                    | 0                             |                  |       |                          |                          |  |  |                    |                    |
|  | Fluminense                    | 0                             | Londrina (pen)   | 2 (3) |                          |                          |  |  |                    |                    |
|  |                               |                               | Londrina (pen)   | 2 (3) |                          |                          |  |  |                    |                    |
|  |                               | Cruzeiro                      | 2 (1)            |       |                          |                          |  |  |                    |                    |
|  | Cruzeiro                      | Cruzeiro                      | 2 (1)            | 2     |                          |                          |  |  |                    |                    |
|  | Cruzeiro                      |                               |                  | 2     |                          |                          |  |  |                    |                    |
|  | Grêmio                        | 0                             |                  |       |                          |                          |  |  |                    |                    |
|  | Grêmio                        | 0                             | Londrina         | 0 (4) |                          |                          |  |  |                    |                    |
|  |                               |                               | Londrina         | 0 (4) |                          |                          |  |  |                    |                    |
|  |                               | Atlético Mineiro              | 0 (2)            |       |                          |                          |  |  |                    |                    |
|  | Internacional                 | Atlético Mineiro              | 0 (2)            | 0     |                          |                          |  |  |                    |                    |
|  | Internacional                 |                               |                  | 0     |                          |                          |  |  |                    |                    |
|  | Atlético Mineiro              | 1                             |                  |       |                          |                          |  |  |                    |                    |
|  | Atlético Mineiro              | 1                             | Atlético Mineiro | 1     |                          |                          |  |  |                    |                    |
|  |                               |                               | Atlético Mineiro | 1     |                          |                          |  |  |                    |                    |
|  |                               | Paraná                        | 0                |       |                          |                          |  |  |                    |                    |
|  | Flamengo                      | Paraná                        | 0                | 1 (4) |                          |                          |  |  |                    |                    |
|  | Flamengo                      |                               |                  | 1 (4) |                          |                          |  |  |                    |                    |
|  | Paraná (pen)                  | 1 (5)                         |                  |       |                          |                          |  |  |                    |                    |
|  | Paraná (pen)                  | 1 (5)                         |                  |       |                          |                          |  |  |                    |                    |

### Confrontos

#### Quartas de final
| 30 de agosto | Internacional | 0 – 1     | Atlético Mineiro | Estádio Beira-Rio, Porto Alegre                                           |
| 19:30        |               | Relatório | 38' Clayton      | Público: 12 184 Renda: R$ 152.382,00 Árbitro: SC Bráulio da Silva Machado |

| Internacional | Atlético-MG |

| 30 de agosto | Londrina                 | 2 – 0     | Fluminense | Estádio do Café, Londrina                                                    |
| 19:30        | Carlos Henrique 41', 73' | Relatório |            | Público: 3 376 Renda: R$ 66.432,00 Árbitro: RS Jean Pierre Gonçalves de Lima |

| Londrina | Fluminense |

| 30 de agosto | Cruzeiro                      | 2 – 0     | Grêmio | Estádio Mineirão, Belo Horizonte                                          |
| 21:45        | Raniel 88' · Arrascaeta 90+2' | Relatório |        | Público: 7 545 Renda: R$ 69.343,00 Árbitro: PR Paulo Roberto Alves Júnior |

| Cruzeiro | Grêmio |

| 30 de agosto | Flamengo                  | 1 – 1     | Paraná        | Estádio Kleber Andrade, Cariacica                                        |
| 21:45        | Éverton Ribeiro 63' (pen) | Relatório | 65' Renatinho | Público: 9 834 Renda: R$ 344.860,00 Árbitro: MG Renato Cardoso Conceição |

|                                                                        |       | Penalidades                                                              |  |
| Rafael Vaz Gabriel Vinicius Júnior Conca Éverton Ribeiro Lucas Paquetá | 4 – 5 | Renatinho Leandro Vilela Murilo Rangel Eduardo Brock Alemão Vitor Feijão |  |

| Flamengo | Paraná |

#### Semifinal
| 2 de setembro | Atlético Mineiro | 1 – 0     | Paraná | Estádio Independência, Belo Horizonte                                             |
| 19:00         | Elias 28'        | Relatório |        | Público: 12,764 Renda: R$ 129.842,00 Árbitro: CE Luiz César de Oliveira Magalhães |

| Atlético-MG | Paraná |

| 3 de setembro | Londrina                         | 2 – 2     | Cruzeiro                    | Estádio do Café, Londrina                                             |
| 11:00         | Safira 81' · Germano 90+6' (pen) | Relatório | 19' Lucas Silva · 53' Sassá | Público: 17,061 Renda: R$ 150.183,00 Árbitro: RS Leandro Pedro Vuaden |

|                                      |       | Penalidades                   |  |
| Germano Marcinho Ayrton Artur Dirceu | 3 – 1 | Lucas Silva Bryan Arthur Alex |  |

| Londrina | Cruzeiro |

#### Final
| 4 de outubro | Londrina | 0 – 0  | Atlético Mineiro | Estádio do Café, Londrina                                                 |
| 21:45        |          | Súmula |                  | Público: 15 735 Renda: R$ 383.920,00 Árbitro: SC Bráulio da Silva Machado |

|                                 |       | Penalidades                               |  |
| Jumar Edson Silva Ayrton Dirceu | 4 – 2 | Fábio Santos Robinho Clayton Rafael Moura |  |

| Londrina | Atlético-MG |

## Premiação
| Primeira Liga de 2017        |
| Paraná                       |
| ---------------------------- |
| Londrina Campeão (1º título) |

## Artilharia
- Atualizado dia 01 de outubro de 2017.[12]

| Gols | Jogador         | Time              |
| ---- | --------------- | ----------------- |
| 3    | Renatinho       | Paraná            |
| 2    | Ábila           | Cruzeiro          |
| 2    | Alisson Safira  | Londrina          |
| 2    | Arrascaeta      | Cruzeiro          |
| 2    | Carlos Henrique | Londrina          |
| 2    | Clayton         | Atlético Mineiro  |
| 2    | Éverton Ribeiro | Flamengo          |
| 2    | Gabriel         | Flamengo          |
| 2    | Germano         | Londrina          |
| 2    | Gustavo Papa    | Brasil de Pelotas |
| 2    | Paulo Rangel    | Londrina          |

## Público

### Maiores públicos
Estes são os dez maiores públicos do Campeonato:
| Nº | Público[PP] | Mandante         | Placar    | Visitante         | Estádio         | Data            | Rodada    | Ref.   |
| -- | ----------- | ---------------- | --------- | ----------------- | --------------- | --------------- | --------- | ------ |
| 1  | 41 530      | Cruzeiro         | 1–0       | Atlético Mineiro  | Mineirão        | 01 de fevereiro | 1ª        | [ 13 ] |
| 2  | 20 224      | Flamengo         | 2–0       | Grêmio            | Mané Garrincha  | 08 de fevereiro | 1ª        | [ 14 ] |
| 3  | 17 061      | Londrina         | 2–2       | Cruzeiro          | Estádio do Café | 03 de setembro  | Semifinal | [ 15 ] |
| 4  | 16 206      | Ceará            | 0–0       | Flamengo          | Arena Castelão  | 22 de fevereiro | 2ª        | [ 16 ] |
| 5  | 15 735      | Londrina         | 0(4)–0(2) | Atlético Mineiro  | Estádio do Café | 04 de outubro   | Final     | [ 17 ] |
| 6  | 13 248      | Atlético Mineiro | 2–0       | Joinville         | Independência   | 09 de fevereiro | 2ª        | [ 18 ] |
| 7  | 12 764      | Atlético Mineiro | 1–0       | Paraná            | Independência   | 02 de setembro  | Semifinal | [ 19 ] |
| 8  | 12 438      | Internacional    | 1–0       | Fluminense        | Beira-Rio       | 08 de fevereiro | 2ª        | [ 20 ] |
| 9  | 12 184      | Internacional    | 0–1       | Atlético Mineiro  | Beira-Rio       | 30 de agosto    | Quartas   | [ 21 ] |
| 10 | 11 227      | Internacional    | 2–1       | Brasil de Pelotas | Beira-Rio       | 01 de fevereiro | 1ª        | [ 22 ] |

- PP. ^ Considera-se apenas o público pagante

### Menores públicos
Estes são os dez menores públicos do Campeonato:
| Nº | Público[PP] | Mandante          | Placar | Visitante         | Estádio           | Data            | Rodada | Ref.   |
| -- | ----------- | ----------------- | ------ | ----------------- | ----------------- | --------------- | ------ | ------ |
| 1  | 1 019       | Fluminense        | 1–1    | Brasil de Pelotas | Los Larios        | 23 de abril     | 3ª     | [ 23 ] |
| 2  | 1 275       | Brasil de Pelotas | 2–1    | Criciúma          | Bento Freitas     | 14 de fevereiro | 2ª     | [ 24 ] |
| 3  | 1 637       | Avaí              | 0–1    | Londrina          | Ressacada         | 31 de janeiro   | 2ª     | [ 25 ] |
| 4  | 1 648       | América Mineiro   | 0–0    | Ceará             | Independência     | 26 de janeiro   | 1ª     | [ 26 ] |
| 5  | 1 707       | Criciúma          | 1–3    | Internacional     | Heriberto Hülse   | 23 de fevereiro | 3ª     | [ 27 ] |
| 6  | 2 173       | Figueirense       | 0–1    | Londrina          | Orlando Scarpelli | 25 de janeiro   | 1ª     | [ 28 ] |
| 7  | 2 238       | Joinville         | 0–0    | Cruzeiro          | Arena Joinville   | 21 de março     | 3ª     | [ 29 ] |
| 8  | 2 242       | Londrina          | 2–1    | Paraná            | Estádio do Café   | 21 de fevereiro | 3ª     | [ 30 ] |
| 9  | 2 746       | Paraná            | 0–0    | Figueirense       | Vila Capanema     | 02 de março     | 2ª     | [ 31 ] |
| 10 | 2 944       | Grêmio            | 1–1    | Ceará             | Arena do Grêmio   | 02 de março     | 3ª     | [ 32 ] |

- PP. ^ Considera-se apenas o público pagante

### Médias de público
Atualizado em 03 de agosto de 2017
| Pos. | Time              | Média  | Total  | Mandos | Maior  | Menor  |
| ---- | ----------------- | ------ | ------ | ------ | ------ | ------ |
| 1    | Cruzeiro          | 22 309 | 44 617 | 2      | 39 794 | 4 823  |
| 2    | Ceará             | 16 206 | 16 206 | 1      | 16 206 | 16 206 |
| 3    | Flamengo          | 14 186 | 28 371 | 2      | 20 224 | 8 147  |
| 4    | Atlético Mineiro  | 12 134 | 12 134 | 1      | 12 134 | 12 134 |
| 5    | Internacional     | 11 833 | 23 665 | 2      | 12 438 | 11 227 |
| 6    | Chapecoense       | 5 114  | 10 228 | 2      | 6 855  | 3 373  |
| 7    | Grêmio            | 3 052  | 6 104  | 2      | 3 904  | 2 200  |
| 8    | Figueirense       | 2 738  | 5 475  | 2      | 3 302  | 2 173  |
| 9    | Paraná            | 2 279  | 4 558  | 2      | 2 390  | 2 168  |
| 10   | Londrina          | 1 894  | 1 894  | 1      | 1 894  | 1 894  |
| 11   | Fluminense        | 1 835  | 3 669  | 2      | 2 650  | 1 019  |
| 12   | Joinville         | 1 789  | 1 789  | 1      | 1 789  | 1 789  |
| 13   | Criciúma          | 1 707  | 1 707  | 1      | 1 707  | 1 707  |
| 14   | América Mineiro   | 1 648  | 1 648  | 1      | 1 648  | 1 648  |
| 15   | Avaí              | 1 615  | 1 615  | 1      | 1 615  | 1 615  |
| 16   | Brasil de Pelotas | 1 275  | 1 275  | 1      | 1 275  | 1 275  |

## Classificação geral
| Pos | Times             | Pts | J | V | E | D | GP | GC | SG | %    | Situação                         |
| --- | ----------------- | --- | - | - | - | - | -- | -- | -- | ---- | -------------------------------- |
| 1   | Londrina          | 14  | 6 | 4 | 2 | 0 | 8  | 3  | 5  | 77,7 | Finalistas                       |
| 2   | Atlético Mineiro  | 11  | 6 | 3 | 2 | 1 | 6  | 3  | 3  | 61,1 | Finalistas                       |
| 3   | Cruzeiro          | 11  | 5 | 3 | 2 | 0 | 7  | 2  | 5  | 73,3 | Semifinalistas                   |
| 4   | Paraná            | 5   | 5 | 1 | 2 | 2 | 4  | 4  | 0  | 33,3 | Semifinalistas                   |
| 5   | Internacional     | 9   | 4 | 3 | 0 | 1 | 6  | 3  | 3  | 75,0 | Eliminados nas quartas de finais |
| 6   | Flamengo          | 8   | 4 | 2 | 2 | 0 | 4  | 1  | 3  | 66,6 | Eliminados nas quartas de finais |
| 7   | Fluminense        | 4   | 4 | 1 | 1 | 2 | 4  | 6  | -2 | 33,3 | Eliminados nas quartas de finais |
| 8   | Grêmio            | 4   | 4 | 1 | 1 | 2 | 2  | 5  | -3 | 33,3 | Eliminados nas quartas de finais |
| 9   | Brasil de Pelotas | 4   | 3 | 1 | 1 | 1 | 4  | 4  | 0  | 44,4 | Eliminados na primeira fase      |
| 10  | Ceará             | 3   | 3 | 0 | 3 | 0 | 1  | 1  | 0  | 33,3 | Eliminados na primeira fase      |
| 11  | Figueirense       | 2   | 3 | 0 | 2 | 1 | 1  | 2  | –1 | 22,2 | Eliminados na primeira fase      |
| 12  | Chapecoense       | 2   | 3 | 0 | 2 | 1 | 2  | 4  | –2 | 22,2 | Eliminados na primeira fase      |
| 13  | Joinville         | 2   | 3 | 0 | 2 | 1 | 0  | 2  | –2 | 22,2 | Eliminados na primeira fase      |
| 14  | América Mineiro   | 1   | 3 | 0 | 1 | 2 | 0  | 2  | –2 | 11,1 | Eliminados na primeira fase      |
| 15  | Avaí              | 1   | 3 | 0 | 1 | 2 | 1  | 4  | –3 | 11,1 | Eliminados na primeira fase      |
| 16  | Criciúma          | 0   | 3 | 0 | 0 | 3 | 4  | 8  | –4 | 0,0  | Eliminados na primeira fase      |